# Victor Hugo (peintre)
Pour les articles homonymes, voir Victor Hugo (homonymie).
Victor Adolphe Hugo, né le 24 octobre 1883 à Wervicq-Sud et mort le 15 février 1956 à Lille, est un peintre français.

## Biographie
Victor Adolphe Hugo naît le 24 octobre 1883 rue de France à Wervicq-Sud dans le Nord, de Victor Amand Hugo, peintre en bâtiment âgé de trente-deux ans, et d'Élise Sophie Issac, ménagère du même âge.
Il se marie le 11 juillet 1908 à Tourcoing avec Sidonie Seynaeve.
En 1911, il réalise la première affiche de la fête du géant Kopierre.
Il se fait construire en 1929 une maison de style colombage à Loffre, au no 117 du chemin des Sablières, aujourd'hui allée des Frênes,, ce hameau est situé juste à côté du finage de Montigny-en-Ostrevent et de sa gare. Un autre peintre, Séraphin Ghesquière, se fait construire à côté une maison en 1932. Celle-ci porte un blason intitulé « Les Frênes ».
En 1935, il peint trois grands tableaux qui sont présentés sur la façade du premier étage de la mairie de Somain, il représentent son château d'eau, son hôpital et son boulevard Louise-Michel  qui sont alors inaugurés.
En 1938, il aurait travaillé comme professeur de dessin au cours complémentaire à Somain. À la même période, il profite de la proximité de sa maison avec la gare pour venir travailler à Somain chez l'entrepreneur de peinture Charles Novion. Durant la Seconde Guerre mondiale, il part à Vence en 1942 et revient dans la région après la guerre.
À Lewarde, il peint le plafond d'un café près de la poste, qui est devenu un salon de coiffure, ainsi que trois peintures en portrait présentes encore au XXIe siècle au manoir de Layens. Il réalise à Aniche un portrait de Gaëtan Mathez, peintre et poète, membre du premier comité Kopierre ; il y peint également des tableaux au café de Paris. À Somain il décore le hall du cinéma Union et Solidarité.
Il meurt le 15 février 1956 à Lille.
Dans les années 2020, Serge Ottaviani retrace les éléments de la vie du peintre. Une exposition est consacrée à Victor Hugo dans la salle polyvalente de Loffre le week-end du 15 au 16 octobre 2022

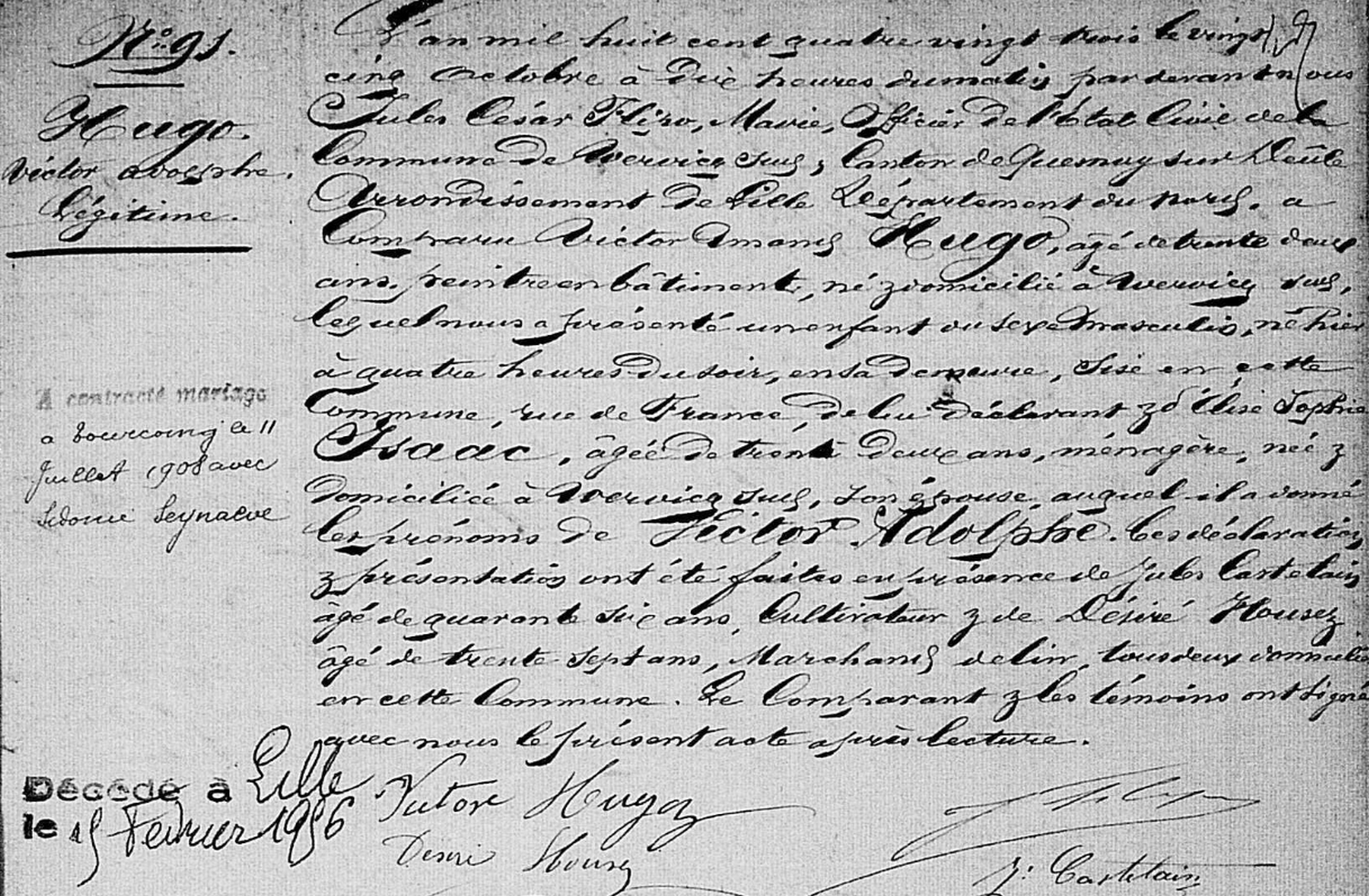
Son acte de naissance.
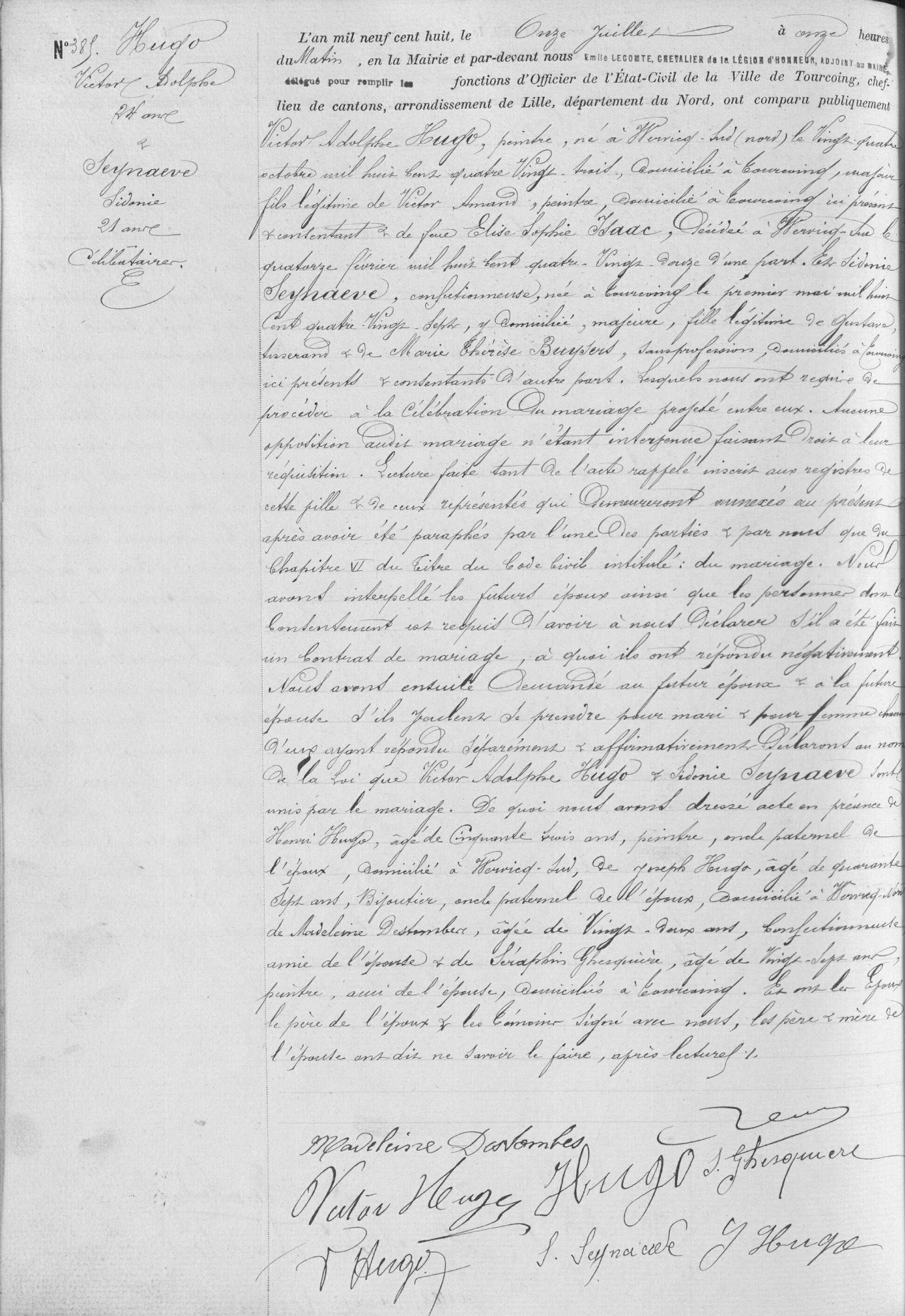
Son acte de mariage.
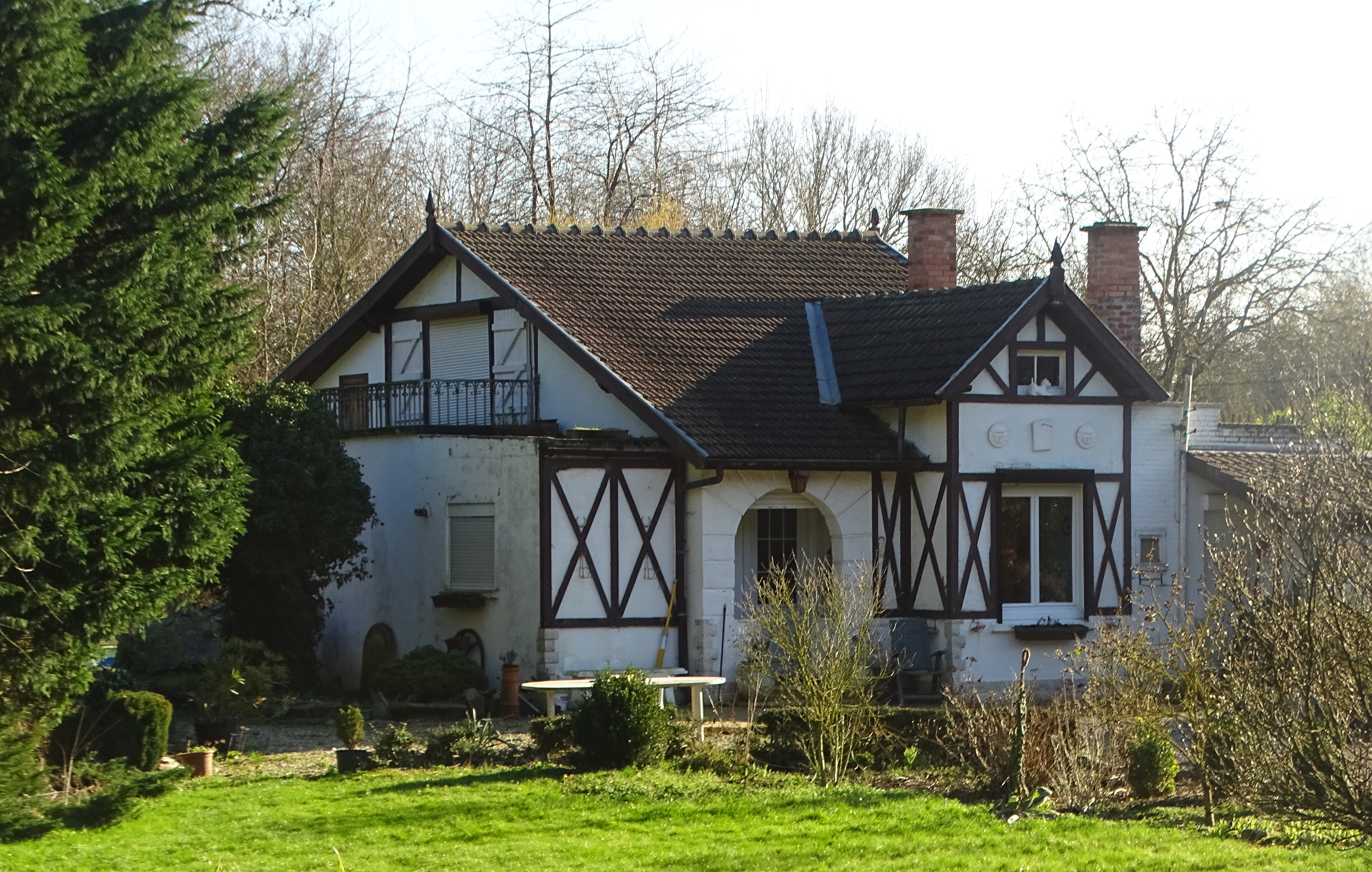
Sa maison, sise allée des Frênes.